# Bradburya sinuata
Bradburya sinuata là một loài thực vật có hoa trong họ Đậu. Loài này được (Desv.) Kuntze mô tả khoa học đầu tiên năm 1891.